# Infanteria de Marina (Espanya)
El Cos d'Infanteria de Marina és una unitat operativa amfíbia d'elit enquadrada dins de l'Armada Espanyola. És la infanteria de marina més antiga del món, creada el 27 de febrer de 1537, per l'emperador Carles V. Les funcions principals dels Infants de Marina són: la seva especialització en operacions amfíbies i la seva operativitat, per mar i per terra, la projecció del poder naval mitjançant l'ús de forces amfíbies sobre una costa hostil o potencialment hostil.
La seva capacitat per embarcar en molt poc temps juntament amb el suport aeri i terrestre orgànic de l'Armada, la converteixen en una unitat d'alt valor estratègic pel seu alt grau d'ensinistrament, capacitat i possibilitat de posicionar-se de forma ràpida i discreta en aigües internacionals, constituint un factor de dissuasió i poder naval considerable.

## Història
La Infanteria de marina té el seu origen en els Terços Vells, unitats d'infanteria inicialment destinada a anar embarcada en vaixells, cosa que es feia de forma temporal per a realitzar campanyes o combats específics. La diferència sorgeix quan es decideix que aquestes tropes havien de tenir una dedicació exclusiva a la guerra naval. Sent la més antiga del món, creada per Carles V el 27 de febrer de 1537, els primers infants de marina es van assignar de forma permanent a les esquadres de galeres de la Mediterrània, les antigues companyies de mar del Regne de Nàpols. No obstant això, va ser Felip II d'Espanya, qui va crear el concepte actual de Força de desembarcament.
Després de la desaparició de l'esquadra de galeres del Mediterrani el 1748, es va procedir a la reorganització, i a la modernització de la tropa de mar, canviant la denominació de les companyies existents, deixant de ser conegudes pel nom del capità que les manava, i passant des de desembre de 1749 a ser anomenades per un sistema ordinal, tal com ja estava instaurat en molts altres països europeus. D'aquesta manera, a Cartagena van quedar constituïts un total de vuit batallons, compostos de sis companyies cada un.

## Estructura
Les dues unitats principals de la Infanteria de Marina, dependents del Comandant general del Cos, són el Terç d'Armada, la Força de Protecció (establerta en un màxim de 5000 efectius), i la Força de Guerra naval Especial.

## Terç d'Armada

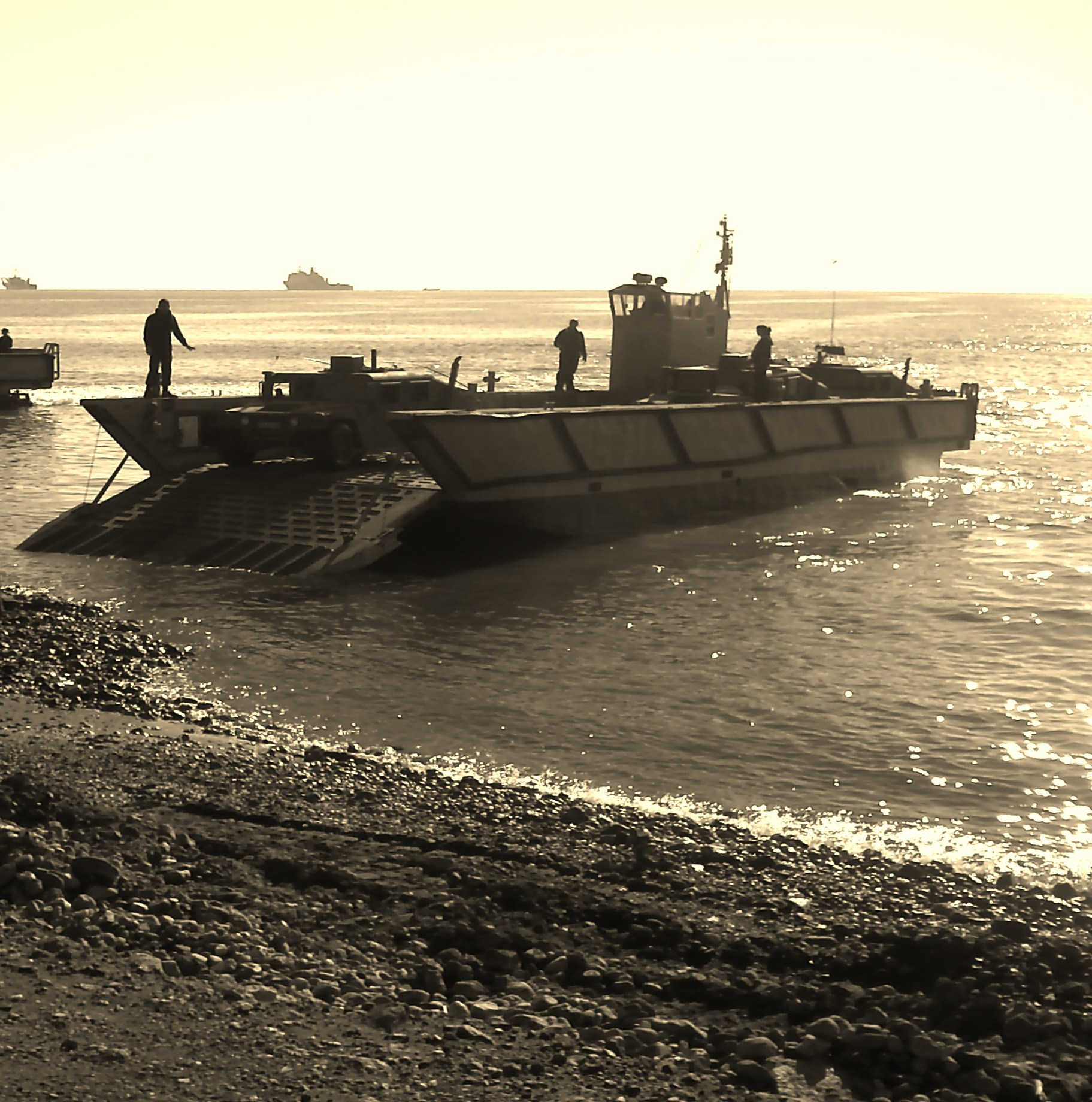
Un LCM-1E desembarcant la Infanteria de Marina espanyola a la platja d'Andarax, Almeria (2007).

El Terç d'Armada (TEAR), situat a San Fernando de Cadis, és la Força Expedicionària d'Infanteria de Marina, i és el responsable d'aquelles missions terrestres que s'inicien des del mar, està format per la Brigada d'Infanteria de Marina (BRIMAR) amb 2.000 efectius, i la Unitat de Base (UBASE) amb 500 efectius.

### Primer Batalló de Desembarcament (BD-I)
- Una Companyia de Plana Major i Serveis.
- Tres Companyies de Fusells (1a, 2a i 3a Cies).
- Una Companyia d'Armes (4a Cia).

### Segon Batalló de Desembarcament (BD-II)
- Una Companyia de Plana Major i Serveis.
- Tres Companyies de Fusells (5a, 6a i 7a Cies).
- Una Companyia d'Armes (8a Cia).

### Tercer Batalló Mecanitzat (BDMZ-III)
- Una Companyia de Plana Major i Serveis.
- Dues Companyies de Desembarcament Mecanitzades (la 9a i 10a).
- Una Companyia de Carros (l'11a).
- Companyia d'Armes Contracarro (la 12a).
- Grup de Mobilitat amfíbia (antic Grup d'Armes Especials (GRAE)).
- Companyia de Plana Major i Serveis.
- Companyia de Sapadors.
- Companyia de Vehicles d'Assalt Amfibi.
- Diversos AAV - 7P de la I.M. en aigües libaneses pintats amb els colors de l'ONU
- Companyia d'Embarcacions.
- Companyia de Mobilitat en Platja i Suport en general.
- Secció de Plana Major i Serveis.
- Secció de Moviments a Platja.
- Secció de Suport.
- Secció NBQ.

### Grup d'Artilleria de Desembarcament (GAD)
- Bateria de Plana Major i Serveis.
- Dues bateries d'Artilleria, dotades de peces Oto-Melara M-56 de 105/14 mm, remolcades per camions,
- Una bateria autopropulsada dotada de peces M- 109 de 155 mm, amb els seus vehicles de munició ràpida M-992 FAASV.
- Una bateria de Míssils Antiaeris Lleugers Mistral, transportada en vehicles Hummer.

### Grup de Suport de Servei de Combat (GASC)
- Companyia de Plana Major i Serveis.
- Companyia de Sanitat.
- Companyia de Transports.
- Companyia d'Aprovisionament.
- Companyia de Manteniment.

### Unitat de reconeixement (URECON)
- Equip de Suport Tàctic.
- Primer Escamot Motoritzat.
- Segon Escamot Motoritzat.
- Companyia de Caserna General.
- Companyia de Comunicacions.
- Companyia d'Intel·ligència.

## Força de Protecció

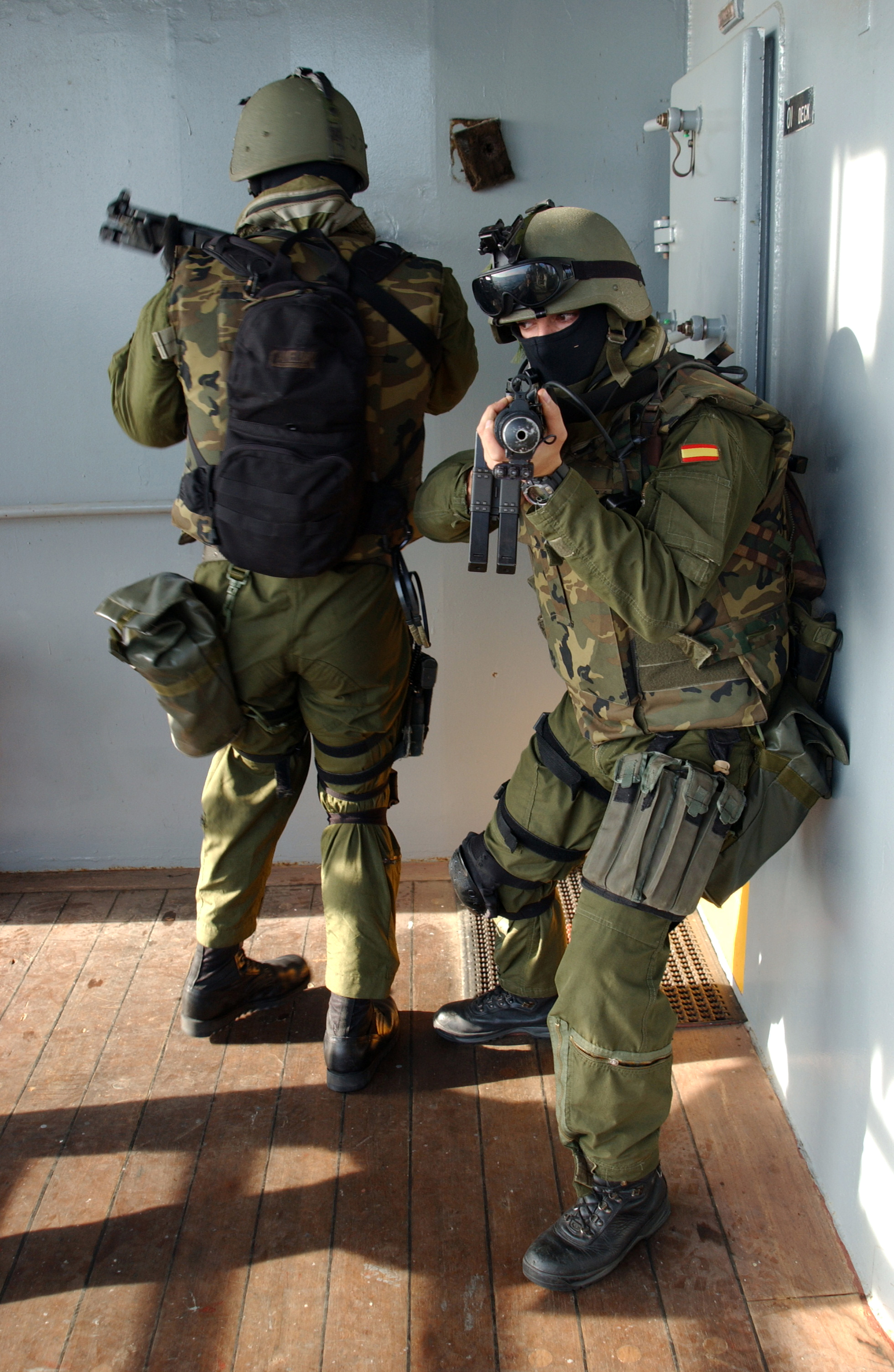
Membres de la Unitat d'Operacions Especials (UOE) realitzant pràctiques d'abordatge durant l'exercici Sea Saber de 2004.

La Força de Protecció (FUPRO) és l'encarregada de vetllar per la seguretat de les instal·lacions i el personal de l'Armada (al voltant de 2.000 efectius), comandada per un General de Brigada. La FUPRO està formada per:

### Terç del Sud (TERSUR)
Té la seva base a San Fernando, Província de Cadis, Andalusia.
- Plana Major.
- S - 1 Personal.
- S-2/S-3 Intel·ligència/Operacions.
- Guàrdia Militar de la Zona de Sant Carles (GUMIZ).
- S-4 Logística.
- 3a Companyia de Seguretat.
- Secció de Seguretat.
- Equips Operatius.
- Companyia de Policia Naval.
- Secció Cinològica.
- Secció de Policia Naval.
- Equip d'Escortes.
- Unitat de Seguretat de la B.N. Rota.
- Companyia de Plana Major i Serveis.
- Secció de Transports.
- Secció de Comunicacions.
- Secció d'Embarcacions.
- Secció de Serveis.
- Unitat de Música.

### Terç del Nord (TERNOR)
Té la seva base en la Caserna de La nostra Senyora dels Dolors, que es troba a la ciutat de Ferrol, Galícia.
- Plana Major.
- Servei de Sanitat.
- S.E.A.
- S-1 Personal.
- S-2/S-3 Intel·ligència/Operacions.
- S-4 Logística.
- Companyia de Seguretat.
- Secció de Seguretat.
- Equips Operatius.
- Companyia de Guarnició.
- Companyia de Policia Naval.
- Secció de P.N.
- Secció Cinològica.
- Equip d'Escortes.
- Companyia de Plana Major i Serveis.
- Secció de Transports.
- Secció de Comunicacions.
- Secció de llanxes Zodiac.
- Secció de Serveis.
- Unitat de Música.

### Terç de Llevant (TERLEV)
Té la seva base a Cartagena, Múrcia.
- Plana Major.
- S-1 Personal.
- Oficina de Suport al personal.
- S-2/S-3 Intel·ligència/Operacions.
- S-4 Logística.
- Direcció de Serveis.
- Sanitat.
- S.E.A.
- Unitat de Música.
- Unitat de Seguretat.
- Companyia de Seguretat.
- Seccions de seguretat
- Equips operatius
- PL1N
- PL2N
- PL3N
- Companyia de Policia Naval.
- Unitat Cinològica.
- Companyia de Plana Major.
- Comunicacions.
- Informàtica.
- Sec Serveis.
- Sec Transport.

### Unitat de Seguretat del Comandament Naval de Canàries (USCAN)
Té la seva base a Las Palmas de Gran Canària, a les Illes Canàries.
- SEA i Aprovisionament.
- Plana Major.
- S-1 Personal.
- S-2/S-3 Intel·ligència/Operacions.
- S-4 Logística.
- O.C.B.
- Companyia de Seguretat.
- Secció de Seguretat.
- Unitat d'Embarcacions.
- Unitat de Policia Naval.
- Secció de P.N.
- Unitat Cinològica.
- Equip d'Escortes.
- Unitat de Plana Major i Serveis.
- Secció de Transport Auto.
- Secció de Manteniment.
- Secció de Comunicacions

### Agrupació d'Infanteria de Marina de Madrid (AGRUMAD)
Té la seva base a la ciutat de Madrid, Comunitat de Madrid.
- Banda de Música.
- Direcció de Serveis.
- S.E.A.
- Sanitat.
- Segon Comandant i Cap de la Plana Major.
- Plana Major.
- S-1
- S-2/S-3
- S-4
- CIA i Dotació.
- Secció de Transports.
- Secció de Comunicacions.
- Secció de Serveis.
- Unitat de Seguretat.
- Companyia de Seguretat.
- EOS (Equips Operatius de Seguretat)
- CIA Policia Naval.
- Unitat Cinològica.

## Força de Guerra Naval Especial
És la força d'operacions especials de l'Armada, creada el 2009 i especialitzada en operacions en ambient marítim, terrestre i de litoral. Està formada per l'antic Comandament de Guerra Naval Especial, l'extinta Unitat d'Operacions Especials de la Brigada d'Infanteria de Marina (UOE) i l'extinta Unitat Especial de Bussejadors de Combat (UEBC).
Aquestes unitats s'agrupen en elements amb les comeses principals:

### Comandament i control
- Grup de Comandament i Plana Major.
- Grup CIS.
- Grup de Suport.
- Grup de Combat.

### Unitat d'embarcacions i paracaigudisme
- Grup de Serveis de Combat (CSSU).
- Grup de Sanitat.
- Grup d'Aprovisionament.
- Grup de Transport.
- Grup d'Armes i Material.

## Altres unitats
Mentre va romandre actiu, el Portaavions Príncep d'Astúries va tenir assignada una secció d'Infanteria de Marina embarcada, encarregada de la Seguretat i Control del Vaixell, que també podia realitzar operacions MIO (Maritime Interdiction Operations, Operacions d'Interdicció Marítima) usant helicòpters o embarcacions semirígides. Una vegada que el vaixell va iniciar el seu procés de baixa, la Secció va ser desactivada i els seus membres destinats a altres unitats.
La Companyia Mar Océano va ser creada l'1 de desembre de 1981, està enquadrada en el Grup d'Honors de la Guardia Real. La seva organització és la d'una Companyia de Fusellers.

## Escola d'Infanteria de Marina
L'escola de Formació d'Infanteria de marina està situada a Cartagena. Allí es realitzen tots i cadascun dels cursos d'ascens i perfeccionament.
Fa uns anys, estava dividida en dues parts: la ESFORTIM (Escola de formació d'Infanteria de Marina), a Cartagena, i l'EIM (Escola d'Infanteria de Marina), situada a San Fernando (Cadis). La primera d'elles es dedicava exclusivament als cursos de capacitació a Soldat, Caporal de 2a, i Caporal de 1a, així com el curs d'Aptitud de Policia Naval. La resta dels cursos (el segon any del curs ascens a sotsoficial, curs de conductor de vehicles de combat, curs de capacitació de la UOE, etc.) Es realitzaven a l'EIM.
Actualment tot està centralitzat a Cartagena (Múrcia), excepte el primer any del curs d'ascens a sotsoficial, que es realitza a l'Escola de sotsoficials ESUBO, de San Fernando (Cadis), i els cursos mixtos amb la resta de l'Armada.

## Graduació militar

### Oficials i Generals
| Codi OTAN | OF-7               | OF-6               | OF-5    | OF-4           | OF-3      | OF-2   | OF-1   | OF-1    |  |
| --------- | ------------------ | ------------------ | ------- | -------------- | --------- | ------ | ------ | ------- |  |
| Espanya   | General de Divisió | General de Brigada | Coronel | Tinent Coronel | Comandant | Capità | Tinent | Alferes |  |
| Espanya   | General de Divisió | General de Brigada | Coronel | Tinent Coronel | Comandant | Capità | Tinent | Alferes |  |
|           |                    |                    |         |                |           |        |        |         |  |

### Sotsoficials i Tropa
| Codi OTAN | OR-9               | OR-8       | OR-7    | OR-6           | OR-5    | OR-4                       | OR-3                      | OR-2                          | OR-1               |
| --------- | ------------------ | ---------- | ------- | -------------- | ------- | -------------------------- | ------------------------- | ----------------------------- | ------------------ |
| Espanya   | Sots-oficial Major | Sotstinent | Brigada | Sergent Primer | Sergent | Insígnia de Caporal Primer | Insígnia de Caporal Segon | Insígnia de Soldat de primera | Insígnia de Soldat |
| Espanya   | Sotsoficial Major  | Sotstinent | Brigada | Sergent Primer | Sergent | Caporal Primer             | Caporal                   | Soldat de Primera             | Soldat             |
|           |                    |            |         |                |         |                            |                           |                               |                    |

## Equipament

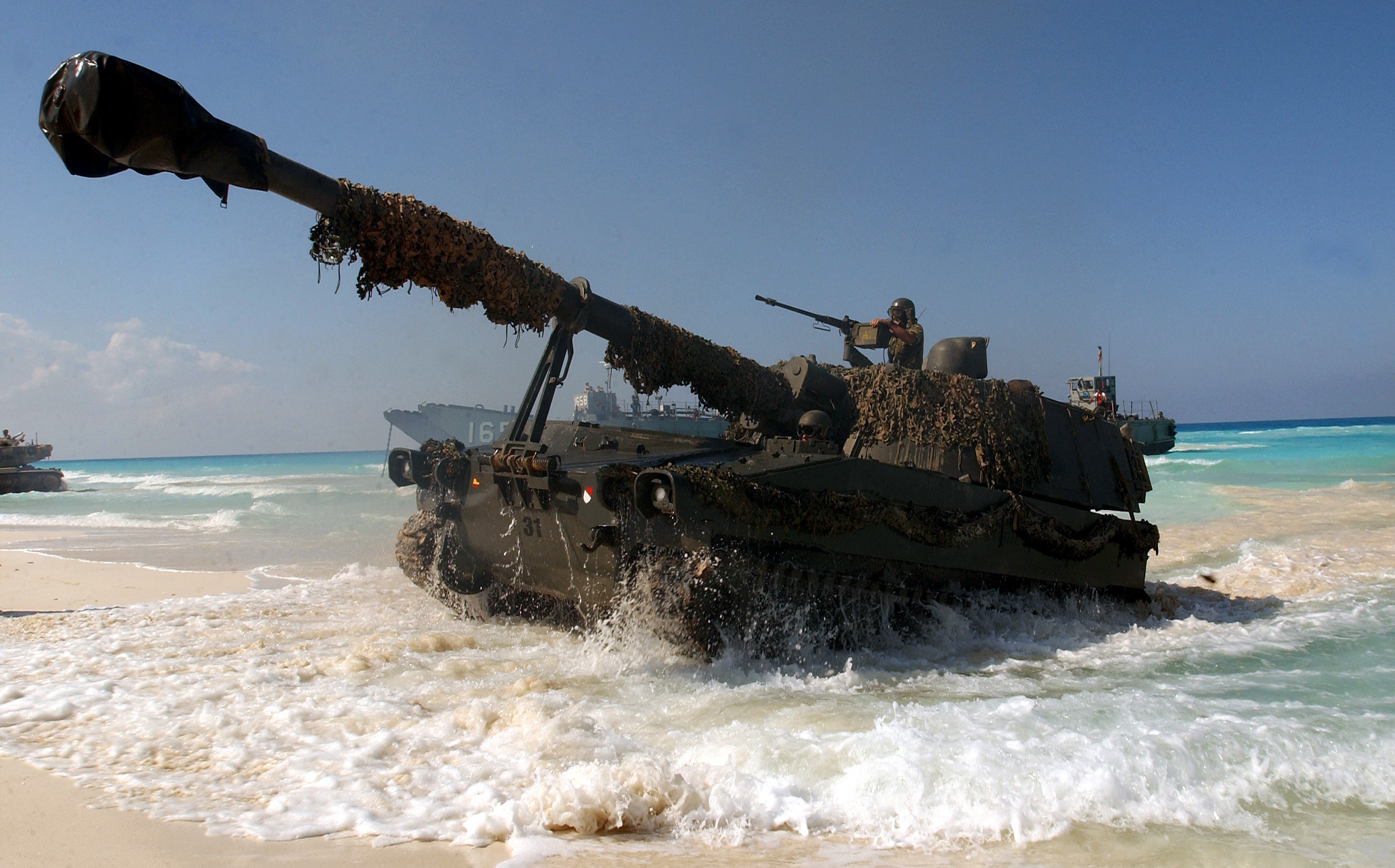
Obús autopropulsat M109A5E de la Infanteria de Marina espanyola a Egipte durant les maniobres combinades Bright Star 01.

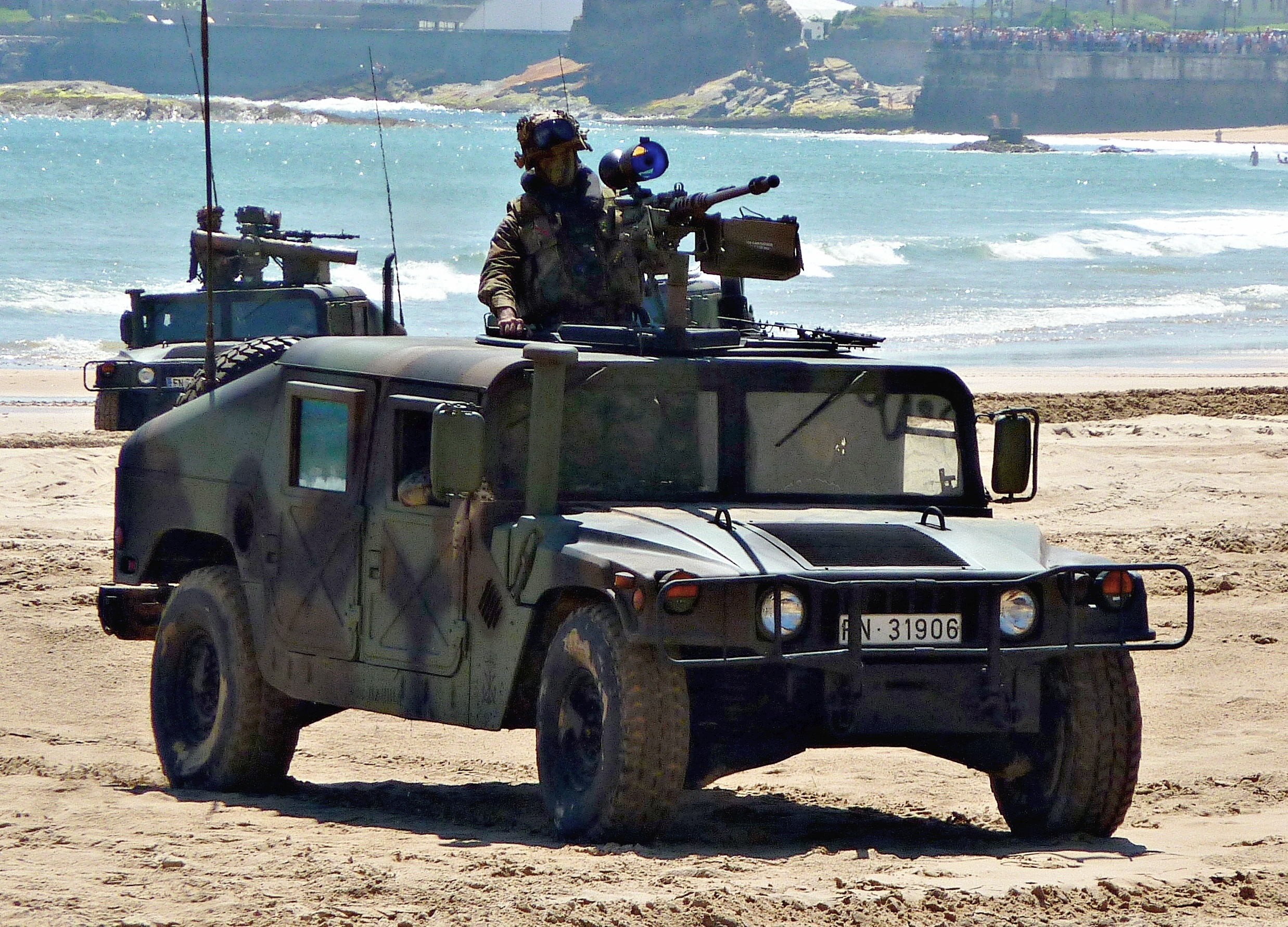
Humvee d'un batalló de desembarcament de la Infanteria de Marina espanyola.

### Armes lleugeres
- Fusell d'assalt Heckler & Koch G36
- Fusell de franctirador Barrett M95
- Subfusell Heckler & Koch MP5
- Metralladora FN Minimi (5,56 Nat, 7,62 Nato)
- Fusell CETME
- Rheinmetall MG-3
- Browning M2
- Accuracy International Arctic Warfare Rifle

### Armes antitancs
- Llançacoets C-100
- Llançacoets C-90C

### Artilleria
- Morters
- Obús autopropulsat M109A2.5[9]
- M-56

### Míssils guiats
- TOW 2A (antitancs)
- Mistral (antiaeri)

### Vehicles
- M-60A3 TTS
- Piranha IIIC 8x8
- AAV-7A1
- Humvee

## Decàleg de l'infant de marina
- 1r manament : El meu primer deure com infant de marina és estar permanentment disposat a defensar Espanya i lliurar si cal la meva pròpia vida
- 2n manament : Seré sempre respectuós amb els meus comandaments, lleial amb els meus companys, generós i sacrificat en el meu treball
- 3r manament : Estaré preparat per afrontar amb valor, abnegació i esperit de servei qualsevol missió assignada a la Infanteria de Marina
- 4t manament : Seré sempre respectuós amb les tradicions del Cos i la seva història, mai faré res que pugui desprestigiar el seu nom.
- 5è manament : s'ajustarà la meva conducta al respecte a les persones, la seva dignitat i drets seran valors que guardaré i exigiré
- 6è manament : Com Infant de Marina la disciplina constituirà la meva norma d'actuació, la practicaré i exigiré en totes les comeses que m'assignen
- 7è manament : Com Infant de Marina la meva missió serà sagrada al seu compliment : venceré o moriré
- 8è manament : Augmentar la preparació física i mental serà el meu objectiu permanent
- 9è manament : Seré dur a la fatiga, brau en el combat, mai el desànim en el meu pit niarà, noblesa i valentia seran els meus emblemes
- 10è manament: El meu lema! ... Valent per terra i per mar!